# St. Martinville
St. Martinville è un comune degli Stati Uniti d'America, situato nello Stato della Louisiana, in particolare nella parrocchia di St. Martin, della quale è il capoluogo.